# Endoğan Adili
Endoğan Adili (Brugg, 3 agosto 1994) è un ex calciatore svizzero con passaporto turco, di ruolo attaccante.

## Carriera
Ha esordito con la maglia del Grasshoppers il 13 maggio 2010, a quasi 16 anni, nella vittoria per 4-1 contro l'Aarau, realizzando anche la sua unica rete in campionato in quella stagione. Ha totalizzato un'ulteriore presenza nel corso dell'annata.
Nella stagione 2010-2011 ha disputato 15 partite di campionato, mettendo a segno una rete. Sempre nella stessa stagione ha esordito anche nelle competizioni europee.